# Mario Desiati
Mario Desiati (n. 13 mai 1977, Locorotondo, Apulia, Italia) este un scriitor italian.
A câștigat Premiul Strega în 2022 pentru Spatriati.